# Біся Юаньцзюнь
Біся Юаньцзюнь (кит. «володарка блакитних хмар» 碧霞元君) — у народній китайській міфології богиня, покровителька дітей, яка жила на священній горі Тайшань; звідси її друге, поширене ім'я — Тайшань няннян («Матинка гори Тайшань»).
Даоси вважали Біся Юаньцзюнь дочкою «першого безсмертного» Хуанді та небесної феї. Крім того, культ Тайшань няннян був своєрідною відповіддю даосів буддистському культу Гуань Інь. Богиню зазвичай зображали на троні, біля якого стоять інші богині-матинки (няннян) — наприклад, берегиня від очних хвороб Яньгуан, Сунцзи, яка приносить дітей, Тяньхуа, що захищає від кору і т. д.